# Baboulwa Koumi
Baboulwa Koumi (auch: Babouloua, Baboulwa) ist ein Dorf in der Landgemeinde Olléléwa in Niger.

## Geographie
Das von einem traditionellen Ortsvorsteher (chef traditionnel) geleitete Dorf befindet sich rund 30 Kilometer südöstlich des Hauptorts Olléléwa der gleichnamigen Landgemeinde, die zum Departement Tanout in der Region Zinder gehört. Zu den Siedlungen in der näheren Umgebung von Baboulwa Koumi zählen Koulan Karki im Nordwesten und Bakin Birgi im Südwesten.
Baboulwa Koumi ist Teil der Übergangszone zwischen Sahara und Sahel. Die durchschnittliche jährliche Niederschlagsmenge beträgt hier zwischen 200 und 300 mm.

## Geschichte
Bei einem nach der Ernährungskrise von 2005 von der dänischen Sektion von CARE International von 2006 bis 2009 durchgeführten Projekt zur Vorbeugung und Bewältigung von Ernährungskrisen wurde in Baboulwa Koumi wie in 50 weiteren Orten in Niger ein gemeinschaftliches Frühwarn- und Notfallsystem aufgebaut.

## Bevölkerung
Bei der Volkszählung 2012 hatte Baboulwa Koumi 1876 Einwohner, die in 274 Haushalten lebten. Bei der Volkszählung 2001 betrug die Einwohnerzahl 1129 in 197 Haushalten und bei der Volkszählung 1988 belief sich die Einwohnerzahl auf 121 in 31 Haushalten.
In der Siedlung leben Angehörige der Ethnie der Beriberi. Es wird die Sprache Kanuri gesprochen. Die Bevölkerungsdichte in diesem Gebiet ist mit 10 bis 20 Einwohnern je Quadratkilometer relativ gering.

## Wirtschaft und Infrastruktur
Die Bevölkerung bestreitet ihren Lebensunterhalt hauptsächlich durch Ackerbau. Die Siedlung liegt in einem Gebiet des Übergangs zwischen der Naturweidewirtschaft des Nordens und des Ackerbaus des Südens, was zu Landnutzungskonflikten führt. In Baboulwa Koumi wird ein Markt abgehalten. Mit einem Centre de Santé Intégré (CSI) ist ein Gesundheitszentrum vorhanden. Es gibt eine Schule. Als staatliche islamische Schule für Kinder wurde 2007 außerdem eine Medersa gegründet.